# Dieter Hogen
Dieter Hogen (* 16. Mai 1953 in Pölzig) ist ein deutscher Leichtathletiktrainer, der Langstrecken- und Marathonläufer betreut.
Der gebürtige Thüringer kam 1973 als Läufer zum ASK Potsdam. Zwei Jahre später jedoch musste er nach einer Operation am Bein den Leistungssport aufgeben. Fortan konzentrierte er sich auf sein Studium an der PH in Potsdam. Noch vor dem Erwerb des Diploms 1978 übernahm er das Training einer Gruppe 13- bis 15-Jähriger beim ASK. Im Jahr 1986 wechselte er in den Erwachsenenbereich und wurde Trainer einer Gruppe von Langstreckenläufern. Unter ihnen befand sich auch Uta Pippig, die er drei Jahre später zum dritten Platz beim IAAF-Weltcup-Marathon 1989 führte.
Nach der Wende nahm er zusammen mit Uta Pippig an einem Trainingslager in Colorado teil und beschloss, sich dort niederzulassen. Er leitet heute in Boulder eine aus rund 25 Läufern (darunter Philip Tarus, Charles Kibiwott, Boaz Kimaiyo und Bob Tahru) bestehende Trainingsgruppe und bietet, unterstützt von Pippig, Seminare zum Thema Ernährung an.